# Бабенко, Георгий Авксентьевич
Гео́ргий Авксе́нтьевич Бабе́нко (1921—2001) — украинский и советский учёный, биохимик, педагог, ректор, доктор медицинских наук (1960), профессор (1961). Заслуженный деятель науки и техники УССР, академик.
Основатель украинской школы «Микроэлементы в медицине».

## Биография
Родился 2 августа 1921 года в Новоселицах в Уманском округе Киевской губернии (ныне Катеринопольский район, Черкасская область Украина).
Участник Великой Отечественной войны. После войны окончил мединститут в Сталино (ныне Донецкий медицинский институт) (1951), где позже работал ассистентом, доцентом кафедры биохимии.
С 1954 — заведующий кафедры биохимии, одновременно ректор мединститута в Станиславе (ныне Ивано-Франковский национальный медицинский университет) (1954—1980), с 1963 — профессор Ивано-Франковского медицинского института.
На протяжении 40 лет был научным руководителем проблемной лаборатории «Микроэлементы в медицине».
Подготовил 32 доктора и более 170 кандидатов наук в бывшем Советском Союзе.

## Научная деятельность
Исследовал физиологическую роль макро- и микроэлементов в процессах обмена веществ в норме и при патологии.
Разработал концепцию роли микроэлементов металлов и металлоферментов в канцеро-, атеро- и диабетогенезе, кровеобразовании, развитии иммунодефицитных состояний; медицинской технологии для изготовления лечебных препаратов биометаллов и препаратов из биомассы дождевого червя.

## Избранные публикации
Автор 350 научных трудов, 4 монографий.
- Мікроелементи і здоров’я людини. 1965;
- Микроэлементы в экспериментальной и клинической медицине. 1965;
- Визначення мікроелементів і металоферментів у клінічних лабораторіях. 1968;
- Применение микроэлементов в медицине. 1975;
- Мікроелементний обмін речовин і здоров’я людини. 1981;
- Дощовий черв’як на сторожі високого урожаю і здоров’я. 1996;
- Біосфера, антропогенез і здоров’я. 1997 (все — Киев).

## Память
- В 2015 г. в Ивано-Франковске торжественно открыта мемориальная доска учёному.[1]
- Имя академика И. Бабенко носит кафедра биологической и медицинской химии медицинского университета.